# Наама (город)
Наама (араб. النعامة‎) — город на северо-западе Алжира, административный центр одноимённого вилайета.

## Географическое положение
Город находится в восточной части вилайи, на высокогорном плато, на высоте 1 176 метров над уровнем моря.

Наама расположена на расстоянии приблизительно 490 километров к юго-западу от столицы страны Алжира.

## Демография
По данным переписи, на 2008 год население составляло 16 251 человек.
Динамика численности населения города по годам:
| 1977 | 1987  | 1998  | 2008   | 2012   |
| ---- | ----- | ----- | ------ | ------ |
| 997  | 2 374 | 8 184 | 16 251 | 21 844 |